# Óttar Magnús Karlsson
Óttar Magnús Karlsson (Reykjavik, 21 februari 1997) is een IJslands voetballer die doorgaans als spits speelt. Hij staat momenteel onder contract bij AC Renate. Karlsson debuteerde in 2017 in het IJslands voetbalelftal.

## Carrière
Óttar Magnús Karlsson speelde in de jeugd van Víkingur Reykjavík, waar hij in het seizoen 2013 één competitiewedstrijd in de 1. deild karla speelde. Ook speelde hij enkele wedstrijden in de beker en de Deildabikar. Na dit seizoen vertrok hij naar de jeugd van AFC Ajax, wat hem in 2016 verhuurde aan Sparta Rotterdam. In Nederland kwam hij niet in actie, waarna hij in 2016 weer terug naar zijn vorige club Víkingur vertrok. In 2017 vertrok hij naar het Noorse Molde FK, waar hij één seizoen speelde. Het tweede seizoen dat hij onder contract stond bij Molde, 2018, werd hij verhuurd aan het Zweedse Trelleborgs FF. In 2019 vertrok hij naar het één niveau lager uitkomende Mjällby AIF, waar hij een half jaar speelde. Hierna keerde hij terug bij zijn oude club Víkingur. In 2020 maakte hij toch weer een transfer naar het buitenland, hij werd verkocht aan het Italiaanse Venezia FC. In de eerste seizoenshelft van het seizoen 2020/21 kwam hij tot enkele invalbeurten, maar later kwam hij niet meer in actie voor het team dat naar de Serie A promoveerde. Na de promotie werd hij verhuurd aan Siena in de Serie C.
Ook de seizoenen hierna werd hij verhuurd aan respectievelijk Oakland Roots (waar hij er lustig op los scoorde en ook aanvoerder was), Virtus Francavilla en Vis Pesaro. 
Hij bleef hierna in Italie, maar niet langer op huurbasis. Venezia FC verkocht hem in de zomer van 2024 aan SPAL, waar hij een tweejarig contract tekende. Na het faillissement van deze club in 2025 speelt hij vanaf juli van dat jaar voor AC Renate, ook in de Serie C.

## Clubstatistieken
| Seizoen                        | Club                | Competitie       | Competitie | Competitie | Beker | Beker | Overig | Overig | Totaal | Totaal |
| Seizoen                        | Club                | Competitie       | Wed.       | Dlp.       | Wed.  | Dlp.  | Wed.   | Dlp.   | Wed.   | Dlp.   |
| ------------------------------ | ------------------- | ---------------- | ---------- | ---------- | ----- | ----- | ------ | ------ | ------ | ------ |
| 2013                           | Víkingur Reykjavík  | 1. deild karla   | 1          | 0          | 1     | 0     | 4      | 1      | 6      | 1      |
| 2016                           | Víkingur Reykjavík  | Úrvalsdeild      | 20         | 7          | 2     | 2     | 0      | 0      | 22     | 9      |
| 2017                           | Molde FK            | Eliteserien      | 8          | 0          | 3     | 1     | –      | –      | 11     | 1      |
| 2018                           | → Trelleborgs FF    | Allsvenskan      | 14         | 1          | 0     | 0     | –      | –      | 14     | 1      |
| 2019                           | Mjällby AIF         | Superettan       | 14         | 1          | 0     | 0     | –      | –      | 14     | 1      |
| 2019                           | Víkingur Reykjavík  | Úrvalsdeild      | 8          | 5          | 2     | 2     | 0      | 0      | 10     | 7      |
| 2020                           | Víkingur Reykjavík  | Úrvalsdeild      | 14         | 9          | 2     | 0     | 6      | 8      | 22     | 17     |
| 2020/21                        | Venezia FC          | Serie B          | 7          | 1          | 1     | 0     | 0      | 0      | 8      | 1      |
| 2021/22                        | Venezia FC          | Serie A          | 0          | 0          | 0     | 0     | –      | –      | 0      | 0      |
| 2021/22                        | →Siena              | Serie C          | 19         | 2          | 1     | 0     | –      | –      | 20     | 2      |
| 2022                           | → Oakland Roots     | USL Championship | 32         | 19         | 0     | 0     | _      | _      | 32     | 19     |
| 2022/2023                      | →Virtus Francavilla | Serie C          | 7          | 0          | 0     | 0     | _      | _      | 7      | 0      |
| 2023/2024                      | →Vis Pesaro         | Serie C          | 29         | 10         | 1     | 0     | _      | _      | 30     | 10     |
| 2024/2025                      | SPAL                | Serie C          | 21         | 4          | 1     | 1     | _      | _      | 22     | 5      |
| 2025/2026                      | AC Renate           | Serie C          |            |            |       |       |        |        |        |        |
| Carrièretotaal                 | Carrièretotaal      | Carrièretotaal   | 194        | 59         | 14    | 6     | 10     | 9      | 218    | 74     |
| Bijgewerkt op 15 augustus 2025 |                     |                  |            |            |       |       |        |        |        |        |

### Interlandcarrière
In 2017 werd Karlsson geselecteerd voor het IJslands voetbalelftal voor de China Cup, een vriendschappelijk toernooi. Hier had hij twee korte invalbeurten. Ook viel hij in tijdens de vriendschappelijke interland tegen Ierland. Hij scoorde zijn eerste interlanddoelpunt in de met 0-6 gewonnen vriendschappelijke wedstrijd in en tegen Indonesië.
| Interlands van Óttar Magnús Karlsson voor IJsland | Interlands van Óttar Magnús Karlsson voor IJsland | Interlands van Óttar Magnús Karlsson voor IJsland | Interlands van Óttar Magnús Karlsson voor IJsland | Interlands van Óttar Magnús Karlsson voor IJsland | Interlands van Óttar Magnús Karlsson voor IJsland |
| №                                                 | Datum                                             | Wedstrijd                                         | Uitslag                                           | Soort wedstrijd                                   | Doelpunten                                        |
| ------------------------------------------------- | ------------------------------------------------- | ------------------------------------------------- | ------------------------------------------------- | ------------------------------------------------- | ------------------------------------------------- |
| 1.                                                | 10 januari 2017                                   | China - IJsland                                   | 0 – 2                                             | China Cup 2017                                    | 0                                                 |
| 2.                                                | 15 januari 2017                                   | IJsland − Chili                                   | 0 − 1                                             | China Cup 2017                                    | 0                                                 |
| 3.                                                | 28 maart 2017                                     | Ierland − IJsland                                 | 0 − 1                                             | Vriendschappelijk                                 | 0                                                 |
| 4.                                                | 11 januari 2018                                   | Indonesië − IJsland                               | 0 − 6                                             | Vriendschappelijk                                 | 1                                                 |
| 5.                                                | 14 januari 2018                                   | Indonesië − IJsland                               | 1 − 4                                             | Vriendschappelijk                                 | 0                                                 |
| 6.                                                | 11 januari 2019                                   | Zweden − IJsland                                  | 2 – 2                                             | Vriendschappelijk                                 | 1                                                 |
| 7.                                                | 15 januari 2019                                   | Estland − IJsland                                 | 0 − 0                                             | Vriendschappelijk                                 | 0                                                 |
| 8.                                                | 16 januari 2020                                   | Canada − IJsland                                  | 0 − 1                                             | Vriendschappelijk                                 | 0                                                 |
| 9.                                                | 19 januari 2020                                   | El Salvador − IJsland                             | 0 − 1                                             | Vriendschappelijk                                 | 0                                                 |
| 10                                                | 6 november 2022                                   | IJsland − Saoedi-Arabië                           | 0 − 1                                             | Vriendschappelijk                                 | 0                                                 |
| 11                                                | 11 november 2022                                  | Zuid-Korea − IJsland                              | 1 − 0                                             | Vriendschappelijk                                 | 0                                                 |